# 칠금중학교
칠금중학교(漆琴中學校)는 대한민국 충청북도 충주시 칠금동에 있는 공립 중학교이다.

## 학교 연혁
- 2000년 11월 1일 : 칠금중학교 설립 인가
- 2002년 10월 7일 : 교명 칠금중학교 확정
- 2003년 3월 5일 : 제1회 입학식(10학급 349명)
- 2008년 10월 31일 : 체육관  "칠금관"  준공
- 2024년 1월 5일 : 제19회 졸업식(166명, 누계 4,546명)
- 2024년 3월 1일 : 제11대 류영목 교장 부임
- 2024년 3월 4일 : 제22회 입학식(6학급 158명)

## 참고 자료
- 칠금중학교 - 한국교육학술정보원 학교알리미